# Bruno Calabria
Bruno Javier Calabria (Buenos Aires, Argentina; 29 de abril de 1979) es un exfutbolista argentino. Jugaba como mediocampista ofensivo o enganche y su primer equipo fue San Lorenzo de Almagro. Su último club antes de retirarse fue Deportivo Español. Es hijo del exárbitro Ricardo Calabria.

## Clubes
| Club                   | País      | Año       |
| ---------------------- | --------- | --------- |
| San Lorenzo de Almagro | Argentina | 1999-2000 |
| Avellino               | Italia    | 2000-2001 |
| FC Locarno             | Suiza     | 2001-2002 |
| Almirante Brown        | Argentina | 2002-2003 |
| Linares                | España    | 2003-2004 |
| Almirante Brown        | Argentina | 2004      |
| Tigre                  | Argentina | 2005      |
| Unión de Santa Fe      | Argentina | 2006      |
| Tristán Suárez         | Argentina | 2007      |
| Estudiantes de Caseros | Argentina | 2007      |
| Deportivo Español      | Argentina | 2008-2011 |

## Palmarés
| Título                  | Club  | País      | Año  |
| ----------------------- | ----- | --------- | ---- |
| Primera B Metropolitana | Tigre | Argentina | 2005 |